# 吴日晶
吴日晶（1954年—），朝鮮政治人物，韩国统一部记载汉字名为“吴日正。”任職朝鮮勞動黨民防衛部部長、朝鮮人民軍大將以及黨中央委員會中央部長。據報導，他是最高領導人金正恩的親信之一。

## 生平
吴日晶出生於平壤市，其父是國防委員會副委員長吳振宇。由於吳振宇是前最高領導人金日成的愛將，因此，吳日晶也得到器重。1980-1984年，任驻埃及大使馆武官部副武官、1985-1988年，任对外工作局上级指导员兼任第三部副部长。、1989-1992年，历任团长、旅长。1992年，他獲封為人民軍少將。此後，還被委任為黨中央委員會副部長。2010年，晉升為部長。同年，又被提拔為中將以及黨中央委員會委員。翌年，被起用為民防衛部部長，掌管朝鮮包括400萬名工農赤衛隊在內的大部分預備兵力。同時，又再晉一步為上將。12月，最高領導人金正日離世，吳日晶被繼任人金正恩列為治喪委員會的成員之一。2014年3月的最高人民會議選舉中，他首度當選為代議員。
2018年7月，任党中央委员会组织指导部副部长。2019年12月，在朝鲜劳动党的七届五中全会上，补选为党中央委员会委员，并被任命为党中央部长。2021年1月，在朝鲜劳动党第八次代表大会上，当选党中央委员会委员；并在之后的八届一中全会上当选党中央政治局委员、中央军事委员会委员，并被任命为党中央委员会军政指导部部长。2021年12月，在党的八届四中全会上，降为中央政治局候补委员。2022年4月，根据朝鲜劳动党中央军事委员会委员长的命令，晋升大将军衔。2022年12月，在党的八届六中全会上，被任命为党中央委员会民间防卫部长。

## 資料來源
1. 1 2 3 4 5  .   [2014-04-25]. （原始内容存档于2014-04-26）.
2. ↑  "[北김정은의 '사람들' 的存檔，存档日期2011-01-20. ⑧ 오일정 당 군사부장"] （页面存档备份，存于） 《韓國日報》 2010 10 20
3. 1 2 3  "吳振宇父子 代代輔佐金氏王朝" （页面存档备份，存于） 《朝鮮日報》中文版 2011 12 27
4. ↑  O Il Jeong-韩联社
5. ↑  . 朝中社. 2020年1月2日  [2023-08-02]. （原始内容存档于2023-08-02）.
6. ↑  . 朝中社. 2021年1月11日  [2023-08-02]. （原始内容存档于2023-08-02）.
7. ↑  . 朝中社. 2021年1月11日  [2023-08-02]. （原始内容存档于2023-08-02）.
8. ↑  . 朝中社. 2022年4月14日  [2023-08-02]. （原始内容存档于2023-08-02）.
9. ↑  . 朝中社. 2023年1月1日  [2023-08-02]. （原始内容存档于2023-08-02）.